# Лангр
Лангр, або Ланґр (фр. Langres) — муніципалітет у Франції, у регіоні Гранд-Ест, департамент Верхня Марна. У середньовіччі був центром Лангрського єпископства-герцогства. Населення — 7697 осіб (01.01.2021).
Муніципалітет розташований на відстані близько 250 км на південний схід від Парижа, 145 км на південний схід від Шалон-ан-Шампань, 32 км на південний схід від Шомона.

## Історія
До 2015 року муніципалітет перебував у складі регіону Шампань-Арденни. Від 1 січня 2016 року належить до нового об'єднаного регіону Гранд-Ест.

## Демографія
Динаміка населення (Cassini і INSEE ):
Розподіл населення за віком та статтю (2006):
| Стать | Всього | До 15 років | 15-24 | 25-44 | 45-64 | 65-85 | Понад 85 |
| --- | ------ | ----------- | ----- | ----- | ----- | ----- | -------- |
| Чоловіки | 4073   | 684         | 668   | 1160  | 1079  | 445   | 37       |
| Жінки | 4484   | 701         | 596   | 1219  | 1095  | 748   | 125      |
| \| Статево-вікова піраміда \| Статево-вікова піраміда \| Статево-вікова піраміда \| \| ----------------------- \| ----------------------- \| ----------------------- \| \| Чоловіки \| Вік \| Жінки \| \| 37 \| 85 + \| 125 \| \| 89 \| 80-84 \| 170 \| \| 109 \| 75-79 \| 161 \| \| 105 \| 70-74 \| 240 \| \| 142 \| 65-69 \| 177 \| \| 181 \| 60-64 \| 232 \| \| 322 \| 55-59 \| 287 \| \| 286 \| 50-54 \| 299 \| \| 290 \| 45-49 \| 277 \| \| 305 \| 40-44 \| 272 \| \| 254 \| 35-39 \| 256 \| \| 287 \| 30-34 \| 382 \| \| 314 \| 25-29 \| 309 \| \| 359 \| 20-24 \| 303 \| \| 309 \| 15-20 \| 293 \| \| 247 \| 10-14 \| 206 \| \| 233 \| 5-9 \| 272 \| \| 204 \| 0-4 \| 223 \| |        |             |       |       |       |       |          |
| Статево-вікова піраміда |        |             |       |       |       |       |          |
| Чоловіки | Вік    | Жінки       |       |       |       |       |          |
| 37 | 85 +   | 125         |       |       |       |       |          |
| 89 | 80-84  | 170         |       |       |       |       |          |
| 109 | 75-79  | 161         |       |       |       |       |          |
| 105 | 70-74  | 240         |       |       |       |       |          |
| 142 | 65-69  | 177         |       |       |       |       |          |
| 181 | 60-64  | 232         |       |       |       |       |          |
| 322 | 55-59  | 287         |       |       |       |       |          |
| 286 | 50-54  | 299         |       |       |       |       |          |
| 290 | 45-49  | 277         |       |       |       |       |          |
| 305 | 40-44  | 272         |       |       |       |       |          |
| 254 | 35-39  | 256         |       |       |       |       |          |
| 287 | 30-34  | 382         |       |       |       |       |          |
| 314 | 25-29  | 309         |       |       |       |       |          |
| 359 | 20-24  | 303         |       |       |       |       |          |
| 309 | 15-20  | 293         |       |       |       |       |          |
| 247 | 10-14  | 206         |       |       |       |       |          |
| 233 | 5-9    | 272         |       |       |       |       |          |
| 204 | 0-4    | 223         |       |       |       |       |          |

## Економіка
2010 року серед 5249 осіб працездатного віку (15—64 років) 3757 були активними, 1492 — неактивними (показник активності 71,6%, у 1999 році було 73,5%). З 3757 активних мешканців працювали 3183 особи (1669 чоловіків та 1514 жінок), безробітними було 574 (261 чоловік та 313 жінок). Серед 1492 неактивних 441 особа була учнем чи студентом, 540 — пенсіонерами, 511 були неактивними з інших причин.

У 2010 році в муніципалітеті числилось 3885 оподаткованих домогосподарств, у яких проживали 7916,0 особи, медіана доходів виносила 16 701 євро на одного особоспоживача

## Персоналії
- Клод Жілло (1673—1722) — французький художник (народився в Ланґрі)
- Дені Дідро (1713—1784) — видатний філософ та енциклопедист (народився в Ланґрі)